# البحرين: صراخ في الظلام (فلم)
البحرين: صراخ في الظلام (بالإنجليزية: Bahrain: Shouting in the dark) فيلم وثائقي تلفزيوني أنتجته قناة الجزيرة الإنجليزية القطرية عن الاحتجاجات البحرينية في عام 2011. عرض الفيلم أول مرة في 4 أغسطس 2011 وهو يتضمن لقطات للمظاهرات ولمداهمات الشرطة والجيش ومقابلات مع نشطاء وأطباء شيعة وسنة بالإضافة إلى لقطات أخذت من تلفزيون البحرين الرسمي.

## الإنتاج
صور الفيلم طاقم متنكر بعد أن منعت الحكومة البحرينية جميع الصحفيين الأجانب.

## ردود الأفعال
تلقّى الفيلم خلال الأربعة أيام الأولى ما يقارب 200,000 مشاهدة على يوتيوب. وانتقد وزير الخارجية البحريني خالد آل خليفة قطر على حسابه الرسمي على تويتر بعد أن عرض الفيلم قائلا:
تواردت إشاعات عن عزم البحرين قطع علاقاتها مع قطر، لكن وزارة الخارجية البحرينية نفت ذلك. كما ذكرت تقارير أخرى عن ضغوط دبلوماسية لإلغاء بث إعادة الفيلم وتم حذف مواعيد إعادة بث الفيلم من موقع الجزيرة الإنجليزية. تم أخيرا إعادة بث الفيلم يوم 11 أغسطس وعقبه نقاش أستضيف فيه النائب الأول للبرلمان البحريني جمال فخرو ممثلا للحكومة.

## وصلات خارجية
- مقالات تستعمل روابط فنية بلا صلة مع ويكي بيانات
- Bahrain: Shouting in the dark على يوتيوب
- البحرين: صراخٌ في الظلام - مترجم Bahrain: Shouting in the Dark على يوتيوب